# Titiri La Cumbre
Titiri La Cumbre ist eine Streusiedlung im Departamento Cochabamba im südamerikanischen Andenstaat Bolivien.

## Lage im Nahraum
Titiri La Cumbre liegt in der Provinz Quillacollo und ist eine Ortschaft im Municipio Tiquipaya. Die Ortschaft liegt auf einer Höhe von 4094 m am Rande eines Hochmoorgebietes im Nationalpark Tunari (Parque Nacional Tunari, PNT), zwischen den Abflüssen der Laguna Escalerani und der Laguna Sayto Khocha.

## Geographie
Titiri La Cumbre liegt am Nordostrand der Cordillera Oriental, das Klima ist ein typisches Tageszeitenklima, bei dem die mittleren täglichen Temperaturschwankungen höher ausfallen als die jahreszeitlichen Schwankungen.
Die Jahresdurchschnittstemperatur der Region liegt bei etwa 6 °C (siehe Klimadiagramm Challa Grande) und schwankt nur unwesentlich zwischen 2 °C im Juni und Juli und gut 8 °C im November und Dezember. Der Jahresniederschlag beträgt etwa 650 mm bei einer ausgeprägten Trockenzeit von Mai bis August mit Monatsniederschlägen unter 10 mm und einer Feuchtezeit von Dezember bis Februar mit bis zu 155 mm Monatsniederschlag.

## Verkehrsnetz
Titiri La Cumbre liegt in einer Entfernung von 43 Straßenkilometern nordwestlich von Cochabamba, der Hauptstadt des Departamentos.
Durch Cochabamba führt die 1657 Kilometer lange Nationalstraße Ruta 4, die in Ost-West-Richtung von der chilenischen Grenze kommend den Altiplano durchquert, im Tiefland die Millionenstadt Santa Cruz passiert und bis zur brasilianischen Grenze führt. Acht Kilometer westlich von Cochabamba an der Ruta 4 liegt die Stadt Colcapirhua, und von hier aus führt die Ruta 4105 sechs Kilometer nach Norden nach Tiquipaya und erklimmt dann die Kordillere von Cochabamba. Neunzehn Kilometer nördlich von Tiquipaya zweigt eine Nebenstraße nach links Richtung Montecillo Alto ab, man folgt jedoch weiter sechs Kilometer der Ruta 4105 und biegt dann in einer Nebenstraße nach links zu dem einen Kilometer abseits der Hauptstraße gelegenen Titiri La Cumbre ab.

## Bevölkerung
Für die Ortschaft Titiri La Cumbre liegen keine Detaildaten aus älteren Volkszählungen vor, nur die Zahl von 149 Einwohnern für das Jahr 2012:
| Jahr | Einwohner         | Quelle       |
| ---- | ----------------- | ------------ |
| 1992 | keine Detaildaten | Volkszählung |
| 2001 | keine Detaildaten | Volkszählung |
| 2012 | 149               | Volkszählung |
| 2024 |                   | Volkszählung |

Die Region weist einen hohen Anteil an Quechua-Bevölkerung auf. Im Municipio Tiquipaya sprechen 58,1 Prozent der Bevölkerung Quechua.